# Jamie Dwyer
Pour les articles homonymes, voir Dwyer.
Jamie Dwyer est un joueur de hockey sur gazon australien né le 12 mars 1979 à Rockhampton (Queensland).
Il joue au poste d'attaquant et porte le numéro 1. Il est surtout connu pour avoir été à 5 repris meilleur joueur de hockey de l'année et a marqué le but décisif face aux Pays-Bas lors de la finale des Jeux olympiques d'Athènes en 2004.
Il a été élu meilleur joueur du monde par la FIH en 2004, 2007,2009, 2010, 2011 et meilleur espoir en 2002.

## Biographie
Jamie Dwyer a commencé le hockey à l'âge de quatre ans, à Rockhampton. Il était aussi doué pour le Cricket. Une bourse lui a même été offerte pour qu'il joue à Brisbane. Mais finalement, il choisira le hockey, car le cricket n'est pas un sport olympique, et son rêve est d'être médaillé olympique.
À dix-sept ans, il part à Brisbane et joue pour les Queensland Blades, en faisant partie de l'AIS (Australian Institute of Sports).
Après les Jeux olympiques d'Athènes en 2004, il part jouer aux Pays-Bas, au HC Bloemendaal, où il devient une véritable star. Après deux saisons, durant lesquelles il manque les Playoffs pour s'entrainer avec son équipe nationale, Jamie part en Espagne, au Real Club de Polo en 2006.
Pendant la coupe du monde 2006, malgré une blessure qui l'empêche de jouer la finale, il est élu meilleur joueur de la compétition.
Fin 2006, il part jouer en Inde, au Maratha Warriors, avant de retourner à Sydney en 2007, au Gordon North Sydney Hockey Club, afin de mieux préparer les Jeux olympiques de 2008. Jamie a parfois eu du mal à s'habituer aux différents styles de jeu à l'étranger, mais il a beaucoup appris dans les différents pays.
Jamie Dwyer est un joueur qui aime prendre des risques (comme le shoot en prolongation qui a donné la victoire à l'Australie aux Jeux olympiques de 2004),
Il marque un but en or lors des JO d'Athènes en 2004 contre les Pays-Bas. 
Il n'aime pas le jeu ennuyant et apprécie des joueurs comme Teun de Nooijer. Il est désormais capitaine de l'équipe d'Australie.
Jamie Dwyer a créé avec Mark Knowles une société de camps de hockey en Australie, afin de populariser ce sport dans son pays.
Après avoir joué avec des sticks Grays, Adidas (une version modifiée de la Christopher Zeller HS 1.0). Il créa ensuite sa propre marque "Jamie Dwyer Hockey"(JDH) avec laquelle il évolue actuellement. 
Jamie Dwyer s'est marié à la hockeyeuse néerlandaise Leoni Doornbos le 2 février 2008.

## Palmarès
| Jeux olympiques       |                |     |
| 2008                  | Pekin          | 3e  |
| 2004                  | Athènes        | 1er |
| Coupe du monde        |                |     |
| 2006                  | Mochengladbach | 2nd |
| 2002                  | Kuala Lumpur   | 2nd |
| Trophée des champions |                |     |
| 2008                  | Rotterdam      | 1er |
| 2007                  | Kuala Lumpur   | 2nd |
| 2006                  | Terrassa       | 4th |
| 2005                  | Chennai        | 1st |
| 2003                  | Amstelveen     | 2nd |
| 2002                  | Cologne        | 5th |
| 2001                  | Rotterdam      | 2nd |